# Molophilus bicolor
Molophilus bicolor är en tvåvingeart som beskrevs av De Meijere 1911. Molophilus bicolor ingår i släktet Molophilus och familjen småharkrankar. Inga underarter finns listade i Catalogue of Life.